# Malas temporadas
Malas temporadas és una pel·lícula d'Espanya dirigida per Manuel Martín Cuenca el 2005. El guió és obra del realitzador i de l'escriptor cubà Alejandro Hernández.
Protagonitzada en els seus rols principals per Leonor Watling, Javier Cámara, Pere Arquillué, Nathalie Poza, Eman Xor Oña, Fernando Echebarría, Gonzalo Pedrosa, Pere Arquillé i Raquel Vega és un drama urbà basat en personatges que demanen segones oportunitats.
La pel·lícula va obtenir el Premi Sebastiane a la millor pel·lícula de temàtica LGBT al Festival Internacional de Cinema de Sant Sebastià 2005.

## Sinopsi
Ana, la mare d'un adolescent, agafa el rodalia com cada dia per a anar a treballar a la seva ONG, el més important en la seva vida. Al mateix temps, Carlos, un cubà exiliat, contempla com aterren avions a l'aeroport de Barajas. Ell era pilot a Cuba i somia amb anar-se'n molt lluny d'Espanya. Alhora, Mikel, un ex presidiari, fuma un puro i recorda al seu company de cel·la mentre espera l'autobús. Vol trobar-li per a ajustar comptes. Són tres personatges, les vides dels quals convergeixen en una mateixa ciutat, enfrontant-se als seus problemes i pres les seves decisions.

## Repartiment
- Javier Cámara - Mikel
- Nathalie Poza - Ana
- Eman Xor Oña - Carlos
- Leonor Watling - Laura
- Pere Arquillué - Pascual
- Fernando Echevarría - Fabré
- Gonzalo Pedrosa - Gonzalo

## Nominacions
Javier Cámara i Leonor Watling foren nominats als Fotogramas de Plata 2005. Nathalie Poza fou nominada al Goya a la millor actriu.